# Cuba en los Juegos Olímpicos de Londres 1948
Cuba estuvo representada en los Juegos Olímpicos de Londres 1948 por un total de 53 deportistas masculinos que compitieron en 12 deportes.
El portador de la bandera en la ceremonia de apertura fue el jugador de baloncesto  Raúl García Ordóñez.

## Medallistas
El equipo olímpico cubano obtuvo las siguientes medallas:
| Nombre                                            | Deporte | Competición |
| ------------------------------------------------- | ------- | ----------- |
| Oro                                               |         |             |
| —                                                 |         |             |
| Plata                                             |         |             |
| Carlos de Cárdenas Culmell Carlos de Cárdenas Plá | Vela    | Star        |
| Bronce                                            |         |             |
| —                                                 |         |             |